# Henry Wilt
Henry Wilt ist die Hauptfigur in den fünf Wilt-Romanen von Tom Sharpe, die von 1976 bis 2010 erschienen sind.
Die Geschichten handeln von Wilt, seiner Frau Eva und – ab dem zweiten Band – von ihren Töchtern, den Vierlingen Samantha, Penelope, Emmeline und Josephine. Die Familie wohnt in Ipford in Fenland.
Wiederkehrende Figuren sind Inspektor Flint und die Berufsschullehrer Peter Braintree, Dr. Board und Dr. Mayfield. Wiederkehrende Motive sind Drogen und Wilts Versuche, den sexuellen Avancen seiner Frau und weiterer Frauen zu entkommen, die dem Bekanntenkreis seiner Frau angehören.
Sharpe geht mit der verstrichenen Zeit sehr frei um. So sind die Vierlinge 1979 im Kindergartenalter, aber 2010 erst Teenager.

## Puppenmord
Im Jahr 1976 erschien Puppenmord oder bis dass ihr Tod ihn scheidet (englischer Titel: Wilt). Wilt wird von seiner Frau zum Besuch einer Party von Bekannten seiner Frau gedrängt. Auf der Party wird er mit einer aufblasbaren Puppe gedemütigt. In betrunkenem Zustand entledigt er sich der Puppe – mit dem Hintergedanken, den Mord an seiner Frau durchzuprobieren – in einem Fundamentschacht. Der Schacht wird mit Beton verfüllt, jedoch sieht einer der Arbeiter die vermeintliche Frauenleiche. Da sowohl seine Frau als auch die Gastgeber der Party unauffindbar sind, wird Wilt von der Polizei mehrere Tage verhört. Um den andauernden Verhören zeitweise zu entkommen, erfindet er eine Geschichte, wie er die drei Leichen in der örtlichen Fleischfabrik entsorgt hat. Schließlich tauchen die drei Vermissten jedoch wieder auf und Wilt kehrt in sein Alltagsleben zurück. Der Roman wurde 1989 unter dem Titel Wilt (Titel der deutschen Synchronisation: Puppenmord) mit Griff Rhys Jones in der Titelrolle verfilmt. Unter dem Titel Wilt gab es eine zweiteilige französischsprachige Comicadaption. Autor des Comics war André-Paul Duchâteau, gezeichnet wurden die Alben, die in den Jahren 1990 und 1991 vom französischen Verlag Lefrancq veröffentlicht wurden, von Yves Urbain.

## Trabbel für Henry
Im Jahr 1979 erschien Trabbel für Henry (englischer Titel: The Wilt Alternative). Der Wilthaushalt nimmt eine Untermieterin auf. Als die Polizei herausfindet, dass es sich bei der Frau um eine international gesuchte Terroristin handelt, wird das Haus abgesperrt. Die Terroristin und ihre Komplizen nehmen die Wilt-Kinder als Geiseln. Eva und Wilt verschaffen sich Zugang zu ihrem Haus und werden schließlich mit den Terroristen fertig.

## Henry dreht auf
Im Jahr 1984 erschien Henry dreht auf (englischer Titel: Wilt on High). Die 10-jährigen Vierlinge verfügen über Heimcomputer. In Wilts Schule stirbt eine Schülerin an einer Überdosis Drogen. Wilt, der im örtlichen Gefängnis McCullam unterrichtet, wird von diesem erpresst. Er warnt das Gefängnis daraufhin anonym vor einem Ausbruch, was zur tödlichen Vergiftung von McCullam führt. Die Polizei will einen Zusammenhang zwischen beiden Todesfällen, den Drogen und Wilt herstellen und stattet sein Auto mit zwei Sendern aus. Als Wilt auf einem amerikanischen Militärstützpunkt unterrichtet, werden die Sender entdeckt und Wilt wird festgenommen. Er wird verhört und als russischer Spion verdächtigt. Schließlich befreien ihn Eva und die Vierlinge aus dem Stützpunkt. Als Schweigegeld handelt er eine Bücherspende für die Schule im Wert von einer viertel Million englischen Pfund aus.

## Der Einfaltspinsel
Im Jahr 2004 erschien Der Einfaltspinsel (englischer Titel: Wilt in Nowhere). Die 14-jährigen Vierlinge erwähnen den Afghanistankrieg. Eva und die Kinder reisen zu reichen, kinderlosen Verwandten, den Immelmanns, in die USA. Die Vierlinge spielen Immelmann derart grobe Streiche, dass dieser zwei Herzinfarkte erleidet, seine Firma ruiniert wird und er seinen Namen ändern muss. Wilt macht sich unterdessen zu einer mehrwöchigen Wanderung auf, um das alte England zu entdecken. Während eines Gewitters stolpert er und verliert das Bewusstsein. Er erwacht erst wieder im Krankenhaus seiner Heimatstadt. Wilt wird kurzfristig des Drogenschmuggels, des Mordes an einem Schattenminister und der Brandstiftung verdächtigt, jedoch klären sich diese Vorwürfe als haltlos auf.

## Henry haut ab
Im Jahr 2010 erschien Henry haut ab (englischer Titel: The Wilt Inheritance). Die Erzählung spielt in der Gegenwart, so wird beispielsweise Facebook erwähnt. Eva verschafft Wilt einen lukrativen Sommerjob als Nachhilfelehrer in einem vorgeblich adligen Haushalt. Zugleich kann sie dort mit den Vierlingen Urlaub machen. Der Nachhilfeschüler, ein Stiefsohn des Hausherrn, stellt sich als geistig minderbemittelt und schießwütig heraus. Die Hausherrin will ihren Onkel auf dem Privatfriedhof des Anwesens beerdigen, aber ihr Mann ist strikt dagegen. Die Vierlinge, die diesen Disput mit angehört haben, stehlen daraufhin den Leichnam aus dem Sarg, in der Hoffnung, dass der Hausherr und seine Frau sich gegenseitig beschuldigen würden. Bei dem Versuch, die Leiche zu beseitigen, kommt den Vierlingen der Stiefsohn in die Quere. Zur Ablenkung bewerfen sie ihn mit Steinen, woraufhin er stolpert und sich versehentlich selbst erschießt. Die Schwestern richten die beiden Leichen so her, dass es erscheint, der Stiefsohn habe die Leiche entwendet und sich dann versehentlich selbst erschossen. Da alle Beteiligten dieselbe Geschichte erzählen, muss auch die Polizei diese Version glauben. Die Vierlinge erhalten Prepaid-Handys und iPods unter der Voraussetzung, dass sie sich künftig benehmen.

## Ausgaben
- Tom Sharpe: Wilt. Secker and Warburg, London 1976, ISBN 0-436-45804-7.
  - deutsch: Tom Sharpe: Puppenmord oder Bis dass ihr Tod ihn scheidet. Übersetzer: Benjamin Schwarz. Rogner und Bernhard, München 1980, ISBN 3-8077-0134-6.
- Tom Sharpe: The Wilt Alternative. Secker and Warburg, London 1979, ISBN 0-436-45808-X.
  - deutsch: Tom Sharpe: Trabbel für Henry. Übersetzer: Benjamin Schwarz. Rogner und Bernhard, München 1981, ISBN 3-8077-0167-2.
- Tom Sharpe: Wilt On High. Secker and Warburg, London 1984, ISBN 0-436-45811-X.
  - deutsch: Tom Sharpe: Henry dreht auf. Übersetzer: Irene Rumler. Ullstein, Frankfurt am Main 1986, ISBN 3-550-06483-7.
- Tom Sharpe: Wilt in Nowhere. Hutchinson, London 2004, ISBN 0-09-179945-7.
  - deutsch: Tom Sharpe: Der Einfaltspinsel. Übersetzer: Hans M. Herzog. Goldmann, München 2005, ISBN 3-442-30683-3.
- Tom Sharpe: The Wilt Inheritance. Hutchinson, London 2010, ISBN 978-0-09-179696-9.
  - deutsch: Tom Sharpe: Henry haut ab. Übersetzer: Sigrun Zühlke. Goldmann, München 2012, ISBN 978-3-442-31263-4.